# Lý Bưu
Lý Bưu (chữ Hán: 李彪, 444 – 501), tên tự là Đạo Cố, người huyện Vệ Quốc, quận Đốn Khâu , là quan viên nhà Bắc Ngụy thời Nam Bắc triều trong lịch sử Trung Quốc.

## Xuất thân
Bưu xuất thân bình dân, sớm mồ côi, nhà lại nghèo, nhưng có chí lớn, hiếu học không mỏi. Ban đầu Bưu theo học Trường Lạc giám Bá Dương, được Bá Dương khen ngợi. Sau đó Bưu cùng người Ngư Dương là Cao Duyệt, người Bắc Bình là Dương Ni muốn ẩn cư nơi danh sơn, không rõ vì sao lại thôi. Anh của Cao Duyệt là Cao Lư học rộng tài cao, trong nhà chứa nhiều sách vở, Bưu bèn ở lại nhà Duyệt, tay chép miệng đọc, không thèm ăn uống.
Về sau Bưu trở về quê nhà, gặp lúc Bình Nguyên vương Lục Duệ sắp đến tuổi trưởng thành, trên đường đi Nghiệp Thành, để rước dâu là con gái của người Bác Lăng, Đông Từ Châu thứ sử Thôi Giám, ghé qua Ký Châu, Tương Châu, nghe danh Bưu thì tìm đến, lấy lễ học trò mà gặp gỡ. Sau đó Lục Duệ ca ngợi Bưu ở châu quận, nên ông được cử Hiếu liêm, đến kinh sư để học tập. Cao Lư ca ngợi Bưu với giới quyền quý, Lý Xung đãi ông rất hậu, vì thế Bưu chủ yếu nương nhờ bọn họ.

## Thời Hiếu Văn đế: thăng tiến và thất bại
Đầu thời Bắc Ngụy Hiếu Văn đế, Bưu được làm Trung thư giáo học bác sĩ. Tên Bưu vốn là do Hiếu Văn đế ban cho, không rõ khi nào. Sau đó Bưu được làm Giả tán kỵ thường thị, Vệ Quốc tử, đi sứ Nam Tề; rồi được thăng làm Bí thư thừa, Tham trứ tác sự. Từ thời Bắc Ngụy Thái Vũ đế, có Thôi Hạo, Cao Doãn ghi chép lịch sử Bắc Ngụy, soạn theo thể biên niên tương tự kinh Xuân Thu, bỏ sót nhiều việc; vì thế Bưu và Bí thư lệnh Cao Hữu mới tâu xin soạn theo thể kỷ truyện tương tự Sử ký, Hán thư, nhằm dễ theo dõi hơn.
Bưu dâng biểu bàn về 7 điều, đề nghị cải cách theo Hán chế, khiến Hiếu Văn đế đẹp lòng, gia Trung lũy tướng quân. Khi Văn Minh thái hậu băng, Bưu cùng quần thần khuyên Hiếu Văn đế nên quyền nghi cởi tang phục, đế không nghe, sau đó giáng chiếu đặc biệt thăng ông làm Bí thư lệnh, khen ông siêng năng bàn luận về luật lệnh, ban 500 xúc lụa, 1 thớt ngựa, hai con bò. Cùng năm ấy, Bưu được gia Viên ngoại Tán kỵ thường thị, đi sứ Nam Tề. Trong lần đi sứ này, Bưu từ chối âm nhạc ở buổi tiệc tiếp đón, lấy cớ còn vài tháng nữa mới mãn tang Nam Tề Cao đế. Chủ khách lang Lưu Hội của Nam Tề cật vấn Bưu về lễ tiết tang sự của Bắc Ngụy, ông đối đáp lưu loát, không hề nao núng. Khi Bưu lên đường trở về, Nam Tề Vũ đế đích thân đến thành Lang Da đưa tiễn, mệnh cho quần thần làm thơ, phú tống biệt. Trước sau Bưu đi sứ Nam Tề 6 lần, người miền nam khen ông thẳng thắn và uyên bác.
Sau đó Hiếu Văn đế thân chinh Nam Tề, lấy Bưu làm Giả Quan quân tướng quân, Đông đạo phó tướng, rồi làm Giả Chinh lỗ tướng quân. Kết thúc chiến sự, đế lấy Bưu làm Ngự sử trung úy, lĩnh Tác phẩm lang. Người Hồ ở Phần Châu nổi dậy, Bưu nhận chiếu cầm cờ tiết đi khuyên dụ, xong việc về kinh, được trừ chức Tán kỵ thường thị, lĩnh Ngự sử trung úy, rời khỏi việc trứ tác. Hiếu Văn đế một lần nữa thân chinh Nam Tề, Bưu được kiêm Độ chi thượng thư, cùng bọn bộc xạ Lý Xung, Nhâm Thành vương Nguyên Trừng coi việc triều chánh. Bưu tính cố chấp, dữ tợn, hễ trái ý thì bộc lộ hết ra sắc mặt, sau đó lại ngang ngạnh làm theo ý mình. Bọn Lý Xung gom góp lỗi lầm của Bưu, bắt giam ông ở Thượng thư tỉnh, rồi dâng biểu tố cáo với đế, riêng Lý Xung dâng biểu trần thuật những việc làm tàn bạo và lời lẽ bất kính với đồng liêu của ông. Khi ấy Hiếu Văn đế đang ở Huyền Hồ, quan viên chấp pháp xử Bưu tội chết, đế tha cho, chỉ trừ danh mà thôi.
Bưu quay về quê nhà. Gặp lúc Hiếu Văn đế ghé Nghiệp Thành, Bưu lạy đón ở phía nam thành, đế rất hài lòng, nhưng e ngại Lý Xung nên chưa thể dùng lại ông. Sau đó Hiếu Văn đế nghe theo Tống Biện, muốn dùng lại Bưu thì có Thượng thư tỉnh dâng biểu đòi bắt Bưu về tội cất giữ thư tín của Phế thái tử Nguyên Tuân. Bưu kêu oan, Hiếu Văn đế cũng cho rằng ông không có tội, bèn sai thân tín vỗ về ông. Bưu được xe bò chở về Lạc Dương, nhờ đại xá mà được miễn tội.

## Thời Tuyên Vũ đế: chuyên tâm chép sử
Tuyên Vũ đế nối ngôi, Bưu nương nhờ Vương Túc, lại cùng bọn Quách Tộ, Thôi Quang, Lưu Phương, Chân Sâm, Hình Loan thư từ qua lại, trân trọng lẫn nhau. Dư luận muốn cho Bưu khôi phục chức cũ, làm việc của sử quan; bọn Túc hẹn lấy ông ở bên cạnh. Bưu dâng biểu từ chối quan chức, xin tiếp tục được chép sử. Bấy giờ Tư không, Bắc Hải vương Nguyên Tường, Thượng thư lệnh Vương Túc đang nắm quyền nhiếp chính, đã đồng ý. Bưu không có quan chức nên không có lương bổng, vì vậy Vương Túc cấp tiền cho ông. Bưu ở Bí thư tỉnh, theo lối của Vương Ẩn đầu đời Đông Tấn, là bình dân áo vải làm việc chép sử.
Đến khi Tuyên Vũ đế nắm quyền chính, Thôi Quang dâng biểu xin khôi phục chức cũ cho Bưu. Vua Ngụy không đồng ý, giáng chiếu lấy ông làm Thông trực tán kỵ thường thị, Hành Phần Châu sự; nhưng Bưu không muốn, cố xin không nhận, lại bị quan viên chấp pháp khiển trách.
Không lâu sau, Bưu phát nhọt khắp người, vô cùng đau đớn. Mùa thu năm Cảnh Minh thứ 2 (501), Bưu mất ở Lạc Dương, hưởng thọ 58 tuổi, được tặng Trấn viễn tướng quân, Phần Châu thứ sử, thụy là Cương Hiến.

## Trước tác
Bưu ở Bí thư tỉnh mới hơn 1 năm, việc chép sử chưa có thành tựu, nhưng có công xác định thể loại kỷ truyện cho bộ sử của nhà Bắc Ngụy. Bưu soạn Xuân Thu tam truyện, 10 quyển, ngoài ra các bài thơ, phú, biểu chương được đóng thành tập, ngày nay đều không còn.
Bưu tham dự rất nhiều cuộc tranh luận về lễ tiết của triều đình Bắc Ngụy, được sử cũ ghi lại khá tường tận.

## Những mối quan hệ bạn bè
Bưu xuất thân bình dân, nhờ học thức mà kết giao với tầng lớp sĩ tộc đương thời, rồi dựa vào những mối quan hệ mà thăng tiến trên chính trường. Ban đầu Bưu là do Lý Xung đề bạt, dần làm đến Trung úy kiêm Thượng thư, chỉ kém Xung một cấp, lâu ngày bộc lộ tính cách nóng nảy, kiêu ngạo. Trong thời gian cùng nhau chấp chính, Lý Xung lôi kéo Nhâm Thành vương Nguyên Trừng bới móc lỗi lầm của Bưu để giam cầm ông, sau đó tự mình làm biểu đàn hặc ông (ở bài biểu này, Xung thừa nhận đã kết thân với Bưu được 20 năm), đến người nhà của ông ta cũng không hay biết. Không rõ nguyên nhân cụ thể khiến mối quan hệ của hai người đổ vỡ, nhưng trước khi mất vào năm 498, Lý Xung trong cơn mê sảng, đã gào thét và mắng chửi Bưu một cách thậm tệ.
Bưu và Tống Biện kết bạn, sánh với Quản Trọng, Bảo Thúc Nha. Tống Biện làm Đại trung chánh, cùng Hiếu Văn đế bàn luận, cho rằng Bưu chỉ nên ở địa vị thấp, khó lòng đảm nhiệm chức vụ quan trọng. Bưu cũng biết việc ấy, nhưng không oán hận. Khi Tống Biện mất, Bưu đau xót không thôi, thương khóc đến nôn mửa.
Quách Tộ nắm bộ Lại, Bưu cầu quan cho con trai là Lý Chí, Tộ chỉ cho anh ta một chức quan nhỏ. Bưu cho rằng mình từng là đại thần, Tộ nên đề bạt Lý Chí chức vụ quý hiển hơn mới phải, oán giận ra mặt. Người thời ấy chê bai Quách Tộ, ông ta thường nói: “Anh với Nghĩa Hòa (tên tự của Tống Biện) rất thân thiết, sao có thể khoan dung với anh ta mà oán trách tôi vậy!”
Nhâm Thành vương Nguyên Trừng với Bưu có hiềm khích, đến khi Trừng ra làm Ung Châu thứ sử, Bưu đến gặp ông ta, xin cho Lý Chí làm liêu thuộc. Nguyên Trừng dẹp hết chuyện cũ, nhận Lý Chí vào bọn Hành tham quân, được người đời khen ngợi.

## Tính cách
Bưu được Hiếu Văn đế tin sủng, tính lại cương trực, nên nhiều lần hặc xét, khiến xa gần lo sợ, cường hào e dè. Hiếu Văn đế thường gọi Bưu là Lý Sanh, trong lúc nhàn rỗi nói với quần thần rằng: “Ta có Lý Sanh, cũng như Hán có Cấp Ảm.” Trong buổi tiệc ở Lưu Hóa trì, đế nói với bộc xạ Lý Xung rằng: “Thôi Quang uyên bác, Lý Bưu ngay thẳng, là nền tảng để nước ta có được người hiền.”
Khi Bưu làm Trung úy, có tiếng là nghiêm khắc và tàn bạo, vì ông quen dùng cực hình để thẩm vấn. Vào lúc nhận chiếu đi khuyên dụ người Hồ ở Phần Châu, Bưu bắt được thủ lãnh nổi dậy, dùng hình phạt quất roi vào mặt (tiên diện), đánh hắn ta đến chết.

## Hậu nhân
- Con trưởng là Lý Chí, tự Hồng Đạo. Chí lên 10 tuổi đã có thể làm văn, Bưu rất tự hào về anh ta. Chí được quyền thần Nguyên Xoa lấy làm Nam Kinh Châu thứ sử. Năm 528, Chi tránh loạn họ Nhĩ Chu, chạy sang nhà Lương.
- Em trai của Chí là Lý Du, cũng có tài năng, theo anh chạy sang nhà Lương. Con trai của Du là Lý Sưởng phục vụ nhà Tây Ngụy, sử cũ có truyện.
- Bưu có một con gái, từ nhỏ thông minh, được ông dạy chữ, đọc tụng kinh truyện. Bưu lấy làm tự hào về Lý Chí và người con gái này, mỗi khi tụ họp việc công hay tư, đều ra sức khen ngợi họ. Sau khi Bưu mất, Tuyên Vũ đế nạp Lý thị làm Tiệp dư, giao cho cô ta việc dạy học trong cung. Đến khi Tuyên Vũ đế mất, Lý tiệp dư trở thành ni cô, tỏ ra hiểu thấu kinh nghĩa, trên pháp tọa thuyết giảng, luôn được các tăng nhân thán phục, xem trọng.